# POWER4
POWER4 é uma CPU que implementa a arquitetura de 64 bits do PowerPC. Lançado em 2001, o POWER4 é baseado no projeto anterior POWER3.  O POWER4 é multinúcleo, tendo 2 núcleos PowerPC.

## Funcionalidade
A unidade funcional do POWER4™ consiste de 2 implementaçõeos de 64 bits da arquitetura PowerPC AS. O POWER4™ tem uma unidade de cache L2 unificada, dividida em três partes iguais. Cada uma tem sua própria controladora de cache que pode alimentar com 32 bytes por ciclo. A Unidade de Interface de Núcleo (Core Interface Unit/CIU) conecta cada controladora para cada cache de dados ou instrução nos dois processadores. A Unidade Não-Cacheável (Non-Cacheable/NC) é responsável por funções de serialização e efetuar as operações não-cacheáveis. Existe uma controladora de cache L3, mas a memória real é fora do chip. A controladora de barramento GX controla as comunições de I/O, há 2 barramentos GX de 4 bytes, um para entrada e outro para saída. A Controladora de Rede (Fabric Controller) é a controladora para a rede de barramentos, arbitrando a comunicação entre as controladoras L1/L2, entre os chips POWER4™ {4-vias, 8-vias, 16-vias, 32-vias} e POWER4™ MCM. Existe um Teste Funcional (Built In Self Test/BIST) e Unidade de Monitoramento de Performance (Performance Monitoring Unit/PMU). Reset no Power-on (Power-On Reset/POR) é suportado.

### Unidade de Execução
O POWER4 usa a microarquitetura superescalar através de execução sem-ordem de alta freqüência especulativa (high-frequency speculative out-of-order execution) usando 8 unidades de execução. Elas são: 2 unidades de ponto-flutuante(FP1-2), 2 unidades de load-store (LD1-2), 2 unidades de ponto-fixo (FX1-2), 1 unidade de branch (BR), e 1 unidade de registro-condição (CR). Essas unidades podem completar até 8 instruções por ciclo (não incluindo o BR e CR):
- cada unidade de ponto-flutuante pode completar multiplicação-adição por clock (2 operações),
- cada unidade load-store pode completar uma instrução por clock,
- cada unidade de ponto-fixo pode completar uma instrução por clock.

Os estágios de pipeline são:
- Branch Prediction
- Instruction Fetch
- Decode, Crack and Group Formation
- Group Dispatch and Instruction Issue
- Load/Store Unit Operation
  - Load Hit Store
  - Store Hit Load
  - Load Hit Load
- Instruction Execution Pipeline

## Configuração Multi-Chip
Não somente o POWER4 se tornou o primeiro microprocessador a incorporar dual core em um único chip, mas também o primeiro a usar Multi-Chip Module/MCM
fazendo 4 microprocessadores em um único invólucro.

## Parâmetros
| Clock GHz    | >1.3    |                 |
| ------------ | ------- | --------------- |
| Potência     | 115 W   | 1.5 V @ 1.1 GHz |
| Transistores |         | 174 milhões     |
| Gate L       | 90 nm   |                 |
| Gate oxide   |         | 2.3 nm          |
| Metal-layer  | pitch   | thickness       |
| M1           | 500 nm  | 310 nm          |
| M2           | 630 nm  | 310 nm          |
| M3-M5        | 630 nm  | 420 nm          |
| M6(MQ)       | 1260 nm | 920 nm          |
| M7(LM)       | 1260 nm | 920 nm          |
| Dielétrico   | ~4.2    |                 |
| Vdd          | 1.6 V   |                 |